# ديفيرسون
ديفيرسون بروم سيلفا أكوسطا (بالبرتغالية: Deyverson) المعروف مختصرا ب ديفيرسون لاعب كرة قدم برازيلي يلعب في موقع مهاجم. يلعب ديفيرسون منذ سنة 2017 في صفوف نادي بالميراس.

## روابط خارجية
- ديفيرسون على موقع قاعدة بيانات كرة القدم.إي يو (الإنجليزية)
- ديفيرسون على موقع ليكيب (الفرنسية)
- ديفيرسون على موقع Soccerbase.com (لاعب) (الإنجليزية)
- ديفيرسون على موقع Soccerway.com (الإنجليزية)
- ديفيرسون على موقع عالم كرة القدم.نت (الإنجليزية)
- ديفيرسون على موقع كووورة
- ديفيرسون على موقع AS.com (الإسبانية)